# Falsoropica albopunctata
Falsoropica albopunctata är en skalbaggsart som beskrevs av Stefan von Breuning och Jean François Villiers 1983. Falsoropica albopunctata ingår i släktet Falsoropica och familjen långhorningar.
Artens utbredningsområde är Filippinerna. Inga underarter finns listade i Catalogue of Life.